# ميل عربي
الميل العربي كان وحدة طول عربية تاريخية. طوله الدقيق متنازع عليه، حيث يقع بين 1800 متر (5900 قدم) و2000 متر (6600 قدم). استخدمه الجغرافيون وعلماء الفلك العرب في العصر الذهبي للإسلام في مصنفاتهم. كان الميل العربي هو السلف للميل البحري الحديث، حيث امتد إلى الميل الروماني ليناسب النقريب الفلكي لدقيقة واحدة من قوس خط العرض المقاس على طول خط الزوال من الشمال إلى الجنوب. تم قياس المسافة بين عمودين يختلف خطي عرضهما بمقدار درجة واحدة في اتجاه الشمال والجنوب باستخدام أوتاد الرؤية على طول مستو صحراوي مسطح. كان الميل العربي يحتوي على 4000 ذراع. استخدم الفرغاني الذراع القانوني بوصفها وحدة قياس، وعليه نستطيع تحديد الميل العربي وأن نستنتج أن طوله 1995 مترًا. ولكن إذا استخدم ذراع المسح الخاص بالمأمون، فسنقدر أن طوله يبلغ 1925 مترًا أو 1.04 ميلًا بحريًا (1.93 كم).
خلال الفترة الأموية (661-750)، كان الميل يعادل تقريبًا 2285 مترًا (7497 قدمًا)، أو أكثر بقليل من 2 كيلومتر (6600 قدم)، لذلك سُمي لاحقًا بالميل الأموي، وهو حوالي 2 ميل كتابي [الإنجليزية]، لكل ميل أموي.

## بعثة المأمُون لقياس محيط الأرض
حوالي عام 830 م، كلف الخليفة المأمون مجموعة من علماء الفلك المسلمين والجغرافيين المسلمين بإجراء قياس قوسي من تدمر إلى الرقة، واللتان تقعات في سوريا الحديثة اليوم. ووجدوا أن المدينتين تفصل بينهما درجة عرض واحدة وأن مسافة قوس الزوال [الإنجليزية] المقابلة هي 66⅔ ميلًا عربيًا وبالتالي حسبوا محيط الأرض ليكون 24000 ميل (39000 كم). باستخدام هذا القياس، فإن معرفة أن محيط الأرض هو 40007.683 كم يجعل الميل العربي أكثر بقليل من 1666.994 مترًا. مع قول فيروز آبادي في معجمه القاموس الشهير أن الميل يساوي 3000 ذراع قديم (أي ذراع)، فإن هذا يجعل الذراع حوالي 0.5556647 مترًا وهو ما يتفق مع المشهور عند العرب بأن ارتفاع الكعبة هو 27 ذراعًا وارتفاعها الحالي 15 مترًا. وكان تقدير آخر قدمه علماء الفلك عنده هو 56⅔ ميل عربي (111.8 كيلومتر (69.5 ميل) لكل درجة)، وهو ما يتوافق مع محيط 40248 كيلومتر (25009 ميل)، وهو قريب جدًا من القيم الحالية البالغة 111.3 كيلومتر (69.2 ميل) لكل درجة ومحيط 40068 كيلومتر (24897 ميل)، على التوالي.

## طالع أيضًا
- وحدات قياس عربية قديمة
- الميل الكتابي [الإنجليزية]
- الميل الحديث
- بعثة المأمُون لقياس محيط الأرض
- مرصد الشماسية

## فهرس
- بول لوند. "الفرغاني والدرجة القصيرة". الشرق الأوسط وعصر الاكتشافات، مجلة أرامكو العالمية، العدد 43:3، ص 15-17.
- راشد، رشدي؛ مورلن، ريجيس (1996)، موسوعة تاريخ العلوم العربية، روتليدج، ج. 1، ISBN:0-415-12410-7، مؤرشف من الأصل في 2023-08-07